# 超時代
《超時代世界巡迴演唱會》（英語：The ERA World Tour）是台灣男歌手周杰倫的第四次的大型巡回演唱會，於2010年6月11日在臺北小巨蛋揭開序幕，並於2011年12月18日在高雄巨蛋落幕。
這亦是周杰倫第四張现场专辑以及演唱會DVD，分為單DVD的普通版和DVD+2CDs的深藏版，于2011年1月25日發行。該專輯收錄了周杰倫于2010年6月11至13日在台灣臺北小巨蛋“超時代演唱會”實況。藍光BD版本于2011年3月25日發行。

## 巡演地点
| 場次 | 日期           | 國家／地區 | 城市   | 場館                       | 附註                 |
| ---- | -------------- | ---------- | ------ | -------------------------- | -------------------- |
| 1    | 2010年6月11日  | 臺灣       | 台北   | 臺北小巨蛋                 |                      |
| 2    | 2010年6月12日  | 臺灣       | 台北   | 臺北小巨蛋                 | 嘉賓：陳奕迅         |
| 3    | 2010年6月13日  | 臺灣       | 台北   | 臺北小巨蛋                 | 嘉賓：江蕙、蔡依林   |
| 4    | 2010年6月25日  | 中国大陆   | 上海   | 上海體育場                 |                      |
| 5    | 2010年7月3日   | 中国大陆   | 北京   | 工人體育場                 |                      |
| 6    | 2010年7月10日  | 中国大陆   | 天津   | 天津奧林匹克體育中心體育場 |                      |
| 7    | 2010年7月17日  | 中国大陆   | 常州   | 常州奧體中心新城體育場     |                      |
| 8    | 2010年7月23日  | 新加坡     | 新加坡 | 新加坡室內體育館           |                      |
| 9    | 2010年7月24日  | 新加坡     | 新加坡 | 新加坡室內體育館           | 嘉賓：孫燕姿         |
| 10   | 2010年7月25日  | 新加坡     | 新加坡 | 新加坡室內體育館           |                      |
| 11   | 2010年7月31日  | 中国大陆   | 青島   | 青島國信體育中心體育場     |                      |
| 12   | 2010年9月4日   | 中国大陆   | 鄭州   | 河南省體育中心             |                      |
| 13   | 2010年9月12日  | 中国大陆   | 西安   | 陝西省體育場               | 第100場個人演唱會    |
| 14   | 2010年9月16日  | 香港       | 香港   | 紅磡體育館                 | 嘉賓：張學友         |
| 15   | 2010年9月17日  | 香港       | 香港   | 紅磡體育館                 |                      |
| 16   | 2010年9月18日  | 香港       | 香港   | 紅磡體育館                 | 嘉賓：曾志偉         |
| 17   | 2010年9月19日  | 香港       | 香港   | 紅磡體育館                 | 嘉賓：南拳媽媽       |
| 18   | 2010年9月21日  | 香港       | 香港   | 紅磡體育館                 | 嘉賓：南拳媽媽       |
| 19   | 2010年9月22日  | 香港       | 香港   | 紅磡體育館                 | 嘉賓：桂綸鎂、黃秋生 |
| 20   | 2010年9月23日  | 香港       | 香港   | 紅磡體育館                 |                      |
| 21   | 2010年9月24日  | 香港       | 香港   | 紅磡體育館                 | 嘉賓：張惠妹         |
| 22   | 2010年9月26日  | 中国大陆   | 合肥   | 合肥奧林匹克體育中心體育場 |                      |
| 23   | 2010年9月30日  | 中国大陆   | 南京   | 南京奧林匹克體育中心       |                      |
| 24   | 2010年10月16日 | 中国大陆   | 武漢   | 武漢沌口體育場             |                      |
| 25   | 2010年10月23日 | 中国大陆   | 成都   | 成都市體育中心             |                      |
| 26   | 2010年10月30日 | 中国大陆   | 福州   | 福建省奧林匹克體育中心     |                      |
| 27   | 2010年11月6日  | 中国大陆   | 重慶   | 重慶市奧林匹克體育中心     |                      |
| 28   | 2010年11月13日 | 中国大陆   | 杭州   | 黃龍體育中心體育場         |                      |
| 29   | 2010年11月20日 | 中国大陆   | 寧波   | 寧波富邦體育場             |                      |
| 30   | 2010年12月23日 | 加拿大     | 溫哥華 | Rogers Arena               |                      |
| 31   | 2010年12月31日 | 美国       | 聖荷西 | 聖荷西SAP中心              |                      |
| 32   | 2011年1月8日   | 美国       | 洛杉磯 | 洛杉磯紀念體育競技場       |                      |
| 33   | 2011年1月15日  | 中国大陆   | 廣州   | 天河體育中心體育場         |                      |
| 34   | 2011年3月4日   | 马来西亚   | 吉隆坡 | 布特拉室內體育館           |                      |
| 35   | 2011年3月5日   | 马来西亚   | 吉隆坡 | 布特拉室內體育館           |                      |
| 36   | 2011年4月29日  | 中国大陆   | 洛陽   | 洛陽新區體育場             |                      |
| 37   | 2011年5月1日   | 中国大陆   | 濟南   | 濟南奧林匹克體育中心體育場 |                      |
| 38   | 2011年6月25日  | 中国大陆   | 長沙   | 賀龍體育場                 |                      |
| 39   | 2011年7月16日  | 中国大陆   | 南通   | 南通體育會展中心           |                      |
| 40   | 2011年8月27日  | 中国大陆   | 瀋陽   | 瀋陽奧林匹克體育中心       | 嘉賓：宋祖英         |
| 41   | 2011年9月11日  | 中国大陆   | 蘇州   | 蘇州體育中心體育場         |                      |
| 42   | 2011年9月17日  | 中国大陆   | 深圳   | 深圳體育場                 |                      |
| 43   | 2011年9月30日  | 中国大陆   | 大連   | 大連金州體育場             |                      |
| 44   | 2011年11月5日  | 中国大陆   | 江陰   | 江陰市體育中心             |                      |
| 45   | 2011年12月17日 | 臺灣       | 高雄   | 高雄巨蛋                   | 首唱高雄 嘉賓：江蕙  |
| 46   | 2011年12月18日 | 臺灣       | 高雄   | 高雄巨蛋                   | 嘉賓：謝霆鋒         |

## 表演曲目
1. 龍戰騎士 

2. 跨時代 

3. 蛇舞 （with 梁心頤 Lara） 

4. 愛在西元前 

5. 我不配 

6. 嘻哈空姐 

7. 威廉古堡 

8. 魔術先生 

9. 黑色幽默 （with 梁心頤 Lara） 

10. 說好的幸福呢 （浪花兄弟） 
 
11. 你是我的OK繃（with 浪花兄弟） 

12. 稻香 

13. 陽光宅男 

14. 龍捲風 

15. 煙花易冷 

16. 免費教學錄影帶 
 
17. 時光機 

18. 爸 我回來了+心事誰人知 

19. 雨下一整晚 

20. 愛的飛行日記（with 楊瑞代） 

21. 星晴 

22. 超人不會飛 

23. 以父之名 

24. 開不了口 

Encore 1 

25. 給我一首歌的時間 

26. 可愛女人 

27. 說了再見 

Encore 2 

28. 七里香 

29. 霍元甲 

30. 雙截棍 

1. 龍戰騎士 

2. 跨時代 

3. 蛇舞 （with 梁心頤 Lara） 

4. 愛在西元前 

5. 我不配 

6. 嘻哈空姐 

7. 威廉古堡 

8. 魔術先生 

9. 黑色幽默 （with 梁心頤 Lara） 

10. 說好的幸福呢 （浪花兄弟） 
 
11. 你是我的OK繃（with 浪花兄弟） 

12. 稻香 

13. 陽光宅男 

14. 龍捲風 

15. 煙花易冷 

16. 免費教學錄影帶 
 
17. 時光機 

18. 爸 我回來了+心事誰人知 

19. 雨下一整晚 

20. 愛的飛行日記（with 楊瑞代） 

21. 简单爱 

22. 超人不會飛 

23. 以父之名 

24. 開不了口 

Encore 1 

25. 給我一首歌的時間 

26. 說了再見 

27. 珊瑚海（with 梁心頤 Lara） 

Encore 2 

28. 東風破 

29. 雙截棍 

30. 七里香 

31. 周大俠 

1. 龍戰騎士 

2. 跨時代 

3. 蛇舞 （with 梁心頤 Lara） 

4. 愛在西元前 

5. 說好的幸福呢 

6. 嘻哈空姐 

7. 威廉古堡 

8. 魔術先生 

9. 黑色幽默 （with 梁心頤 Lara） 

10. 說好的幸福呢 （浪花兄弟） 
 
11. 你是我的OK繃（with 浪花兄弟） 

12. 稻香 

13. 陽光宅男 

14. 龍捲風 

15. 煙花易冷 

16. 青花瓷 

17. 免費教學錄影帶 
 
18. 時光機 

19. 爸 我回來了+心事誰人知 

20. 雨下一整晚 

21. 愛的飛行日記（with 楊瑞代） 

22. 简单爱 

23. 超人不會飛 

24. 以父之名 

25. 開不了口 

Encore 1 

26. 給我一首歌的時間 

27. 珊瑚海（with 梁心頤 Lara） 

28. 我不再怕（with 梁心頤 Lara） 

Encore 2 

29. 東風破 

30. 七里香 

31. 雙截棍 

## 演唱會專輯

### DVD
1. Opening
2. 龍戰騎士
3. 跨時代
4. 蛇舞 -  （with 梁心頤 Lara）
5. 愛在西元前
6. 我不配
7. 嘻哈空姐
8. 威廉古堡
9. 魔術先生
10. 黑色幽默  - （with 袁詠琳）
11. 想你就寫信  - （浪花兄弟）
12. 你是我的OK繃  - （with 浪花兄弟）
13. 稻香
14. 陽光宅男
15. 龍捲風
16. 說好的幸福呢＋淘汰＋青花瓷（特別畫面 陳奕迅）
17. 免費教學錄影帶
18. 時光機
19. 爸 我回來了＋心事誰人知
20. 雨下一整晚
21. 愛的飛行日記 - （with 楊瑞代）
22. 超人VCR
23. 以父之名
24. 開不了口
25. 給我一首歌的時間  - 特別來賓 蔡依林
26. 東風破
27. 雙截棍
28. 特別收錄－幕後花絮（約27分鐘）

### CD
| CD 1 1. 龍戰騎士 2. 跨時代 3. 蛇舞 - （with 梁心頤 Lara） 4. 愛在西元前 5. 我不配 6. 嘻哈空姐 7. 威廉古堡 8. 魔術先生 9. 黑色幽默 - （with 袁詠琳） 10. 想你就寫信 - （浪花兄弟） 11. 你是我的OK繃 - （with 浪花兄弟） 12. 稻香 13. 陽光宅男 14. 龍捲風 15. 說好的幸福呢＋淘汰＋青花瓷 | CD 2 1. 免費教學錄影帶 2. 時光機 3. 爸 我回來了＋心事誰人知 4. 雨下一整晚 5. 愛的飛行日記 - （with 楊瑞代） 6. 以父之名 7. 開不了口 8. 東風破 9. 雙截棍 |